# Нестеренко, Фёдор Григорьевич
Фёдор Григорьевич Нестеренко (17 апреля 1923, Юрьевка, Запорожская область — 1 марта 1945, Польша) — советский воин-артиллерист в Великой Отечественной войне, Герой Советского Союза (10.04.1945). Гвардии сержант. 

## Биография
Родился 17 апреля 1923 года в селе Юрьевка (ныне — Приморский район Запорожской области Украины). После окончания пяти классов школы работал в колхозе. 
В июне 1941 года Нестеренко был призван на службу в Рабоче-крестьянскую Красную Армию. С мая 1943 года — на фронтах Великой Отечественной войны. Всю войну прошёл в составе 25-го гвардейского стрелкового полка 6-й гвардейской стрелковой дивизии на Центральном фронте, с декабря 1943 года — на 1-м Украинском фронте. Участвовал в оборонительном сражении Курской битвы на северном фасе Курской дуги (в боях в районе деревни 2-е Поныри уничтожил 1 танк и до 100 солдат врага, был легко ранен, но не покинул поле боя). Затем участвовал в Черниговско-Припятской операции (август-сентябрь 1943), в битве за Днепр (сентябрь-ноябрь 1943), в Киевской наступательной и Киевской оборонительной операциях (ноябрь-декабрь 1943), в Житомирско-Бердичевской (декабрь 1943 - январь 1944), Ровно-Луцкой (январь-февраль 1944), Львовско-Сандомирской (июль-август 1944) наступательных операциях. Член ВКП(б) с ноября 1943 года.
В январе 1945 года командир расчета 76-миллиметрового орудия 25-го гвардейского стрелкового полка 6-й гвардейской стрелковой дивизии 27-го стрелкового корпуса 13-й армии 1-го Украинского фронта гвардии сержант Фёдор Нестеренко особо отличился в Висло-Одерской наступательной операции при освобождении Польши. 12 января 1945 года расчёт Нестеренко уничтожил 5 вражеских огневых точек и большое количество солдат и офицеров противника. Во время последующих боёв уничтожил 13 БТР, 10 танков, около 300 солдат и офицеров противника. 26 января 1945 года расчёт Нестеренко переправился через Одер в районе населённого пункта Тарксдорф и принял активное участие в боях за захват и удержание плацдарма, уничтожив 3 дота, несколько пулемётных точек, более 50 солдат и офицеров противника. За эти подвиги был ещё при жизни представлен к званию Героя.
Указом Президиума Верховного Совета СССР от 10 апреля 1945 года за «мужество и героизм, проявленные в борьбе с немецкими захватчиками» гвардии сержант Фёдор Нестеренко посмертно был удостоен высокого звания Героя Советского Союза.
Во время Нижне-Силезской наступательной операции в бою 23 февраля 1945 года Фёдор Нестеренко получил тяжёлое ранение, от которого умер в госпитале 1 марта того же года. Похоронен на воинском кладбище в польском городе Жары (по другим данным — в городе Жагань).

## Награды
- Герой Советского Союза (10.04.1945)
- Орден Ленина (10.04.1945)
- Орден Отечественной войны 2-й степени (8.09.1943)
- Орден Красной Звезды (31.07.1944)
- Орден Славы 3-й степени (30.01.1945)
- Медаль «За отвагу» (20.03.1945)[1]

## Память
В честь Нестеренко названа улица и установлен бюст в Юрьевке.